# Хорн, Джефф
Джефф Хорн (англ. Jeffrey "Jeff" Horn; род. 4 февраля 1988, Брисбен, Квинсленд, Австралия) — австралийский боксёр-профессионал, выступающий в полусредней, в первой средней и в средней весовых категориях. Участник Олимпийских игр (2012) в любителях.
Среди профессионалов бывший чемпион мира по версии WBO (2017—2018) и чемпион Азии по версии PABA (2014—2015) в полусреднем весе. Бывший чемпион по версиям WBA Oceania (2018—2019, 2019—2020) и WBO Oriental (2018—2019, 2019—2020) в среднем весе.

## Любительская карьера
Летом 2012 года участвовал в Олимпийских играх дойдя до четвертьфинала в весовой категории до 64 кг.

## Профессиональная карьера
Профессиональную карьеру боксёра Хорн начал в марте 2013 года, победив технически нокаутом новозеландца Джоди Аллена (2-7).
10 декабря 2016 года Хорн нокаутировал опытного южноафриканца Али Фунеку (39-5-3, 31 КО), защитив титул чемпиона по версии WBO Inter-Continental в полусреднем весе.

#### Чемпионский бой с Мэнни Пакьяо
2 июля 2017 года состоялся бой между чемпионом мира по версии WBO филиппинцем Мэнни Пакьяо (59-6-2, 38КО) и Джеффом Хорном, в котором Джефф Хорн одержал спорную победу по очкам (118—111, 115—113 (дважды)) и завоевал титул чемпиона мира по версии WBO в полусреднем весе.

## Статистика профессиональных боёв
В таблице перечислены результаты всех поединков боксёров.
В каждой строке указан результат поединка. Дополнительно номер поединка обозначен цветом, который обозначает итог поединка. Расшифровка обозначений и цветов представлена в нижеследующей таблице.
| Пример | Расшифровка                     |
| ------ | ------------------------------- |
|        | Победа                          |
|        | Ничья                           |
|        | Поражение                       |
|        | Планируемый поединок            |
|        | Поединок признан несостоявшимся |
| КО     | Нокаут                          |
| ТКО    | Технический нокаут              |
| PTS    | Решение судей (по очкам)        |
| UD     | Единогласное решение судей      |
| MD     | Решение большинства судей       |
| SD     | Раздельное решение судей        |
| RTD    | Отказ от продолжения боя        |
| DQ     | Дисквалификация                 |
| NC     | Поединок признан несостоявшимся |

| 24 поединка, 20 побед (13 нокаутом), 1 ничья, 3 поражения. | 24 поединка, 20 побед (13 нокаутом), 1 ничья, 3 поражения. | 24 поединка, 20 побед (13 нокаутом), 1 ничья, 3 поражения. | 24 поединка, 20 побед (13 нокаутом), 1 ничья, 3 поражения. | 24 поединка, 20 побед (13 нокаутом), 1 ничья, 3 поражения.             | 24 поединка, 20 побед (13 нокаутом), 1 ничья, 3 поражения. | 24 поединка, 20 побед (13 нокаутом), 1 ничья, 3 поражения.                                                                                                | 24 поединка, 20 побед (13 нокаутом), 1 ничья, 3 поражения. |
| Бой                                                        | Рекорд                                                     | Дата боя                                                   | Соперник                                                   | Место проведения боя                                                   | Раундов, время                                             | Дополнительно |                                                            |
| ---------------------------------------------------------- | ---------------------------------------------------------- | ---------------------------------------------------------- | ---------------------------------------------------------- | ---------------------------------------------------------------------- | ---------------------------------------------------------- | --- | ---------------------------------------------------------- |
| 24                                                         | 20-3-1                                                     | 26 августа 2020                                            | Тим Цзю (15-0)                                             | Queensland Country Bank Stadium, Таунсвилл, Квинсленд, Австралия       | TKO 8 (10), 3:00                                           | Бой за титул чемпиона по версиям WBO Global (2-я защита Цзю) в 1-м среднем весе.                                                                          |                                                            |
| 23                                                         | 20-2-1                                                     | 18 декабря 2019                                            | Майкл Зерафа (27-3)                                        | Brisbane Convention & Exhibition Centre, Брисбен, Квинсленд, Австралия | MD 10 (10)                                                 | Счёт: 98-90, 94-94, 97-92. Завоевал титулы чемпиона по версиям WBA Oceania (1-я защита Зерафа) и WBO Oriental (1-я защита Зерафа) в среднем весе.         |                                                            |
| 22                                                         | 19-2-1                                                     | 31 августа 2019                                            | Майкл Зерафа (26-3)                                        | Стадион Бендиго, Бендиго, Виктория, Австралия                          | TKO 9 (12)                                                 | Потерял титулы чемпиона по версиям WBA Oceania (1-я защита Хорна) и WBO Oriental (1-я защита Хорна) в среднем весе.                                       |                                                            |
| 21                                                         | 19-1-1                                                     | 30 ноября 2018                                             | Энтони Мандайн (48-8)                                      | Suncorp Stadium, Брисбен, Квинсленд, Австралия                         | KO 1 (12), 1:36                                            | Завоевал вакантные титулы чемпиона по версиям WBA Oceania и WBO Oriental в среднем весе.                                                                  |                                                            |
| 20                                                         | 18-1-1                                                     | 9 июня 2018                                                | Теренс Кроуфорд (32-0)                                     | MGM Grand, Лас-Вегас, Невада, США                                      | TKO 9 (12), 2:33                                           | Потерял титул чемпиона мира по версии WBO в полусреднем весе (2-я защита Хорна).                                                                          |                                                            |
| 19                                                         | 18-0-1                                                     | 13 декабря 2017                                            | Гэри Коркоран (17-1)                                       | Convention & Exhibition Centre, Брисбен, Квинсленд, Австралия          | TKO 11 (12), 1:35                                          | Защитил титул чемпиона мира по версии WBO в полусреднем весе (1-я защита Хорна).                                                                          |                                                            |
| 18                                                         | 17-0-1                                                     | 2 июля 2017                                                | Мэнни Пакьяо (59-6-2)                                      | Suncorp Stadium, Брисбен, Квинсленд, Австралия                         | UD 12 (12)                                                 | Завоевал титул чемпиона мира по версии WBO в полусреднем весе (1-я защита Пакьяо). Счёт судей: 118-111, 115-113 (дважды).                                 |                                                            |
| 17                                                         | 16-0-1                                                     | 10 декабря 2016                                            | Али Фунека (39-5-3)                                        | Vector Arena, Окленд, Новая Зеландия                                   | TKO 6 (10), 0:30                                           | Защитил титул чемпиона по версии WBO Inter-Continental в полусреднем весе.                                                                                |                                                            |
| 16                                                         | 15-0-1                                                     | 21 октября 2016                                            | Рико Мюллер (20-1-1)                                       | Чандлер, Брисбен, Квинсленд, Австралия                                 | TKO 9 (12), 2:19                                           | Защитил титул чемпиона по версии IBF Inter-Continental в полусреднем весе.                                                                                |                                                            |
| 15                                                         | 14-0-1                                                     | 27 апреля 2016                                             | Рэндалл Бейли (46-8)                                       | Брисбен, Квинсленд, Австралия                                          | RTD 7 (10), 3:00                                           | Завоевал вакантный титул чемпиона по версии WBO Inter-Continental и защитил титул чемпиона по версии IBF Inter-Continental в полусреднем весе.            |                                                            |
| 14                                                         | 13-0-1                                                     | 5 декабря 2015                                             | Ахмед Эль Мусауи (20-1-1)                                  | Гамильтон, Новая Зеландия                                              | UD (10)                                                    | Защитил титулы чемпиона по версиям WBO Oriental и IBF Inter-Continental в полусреднем весе. Счёт: 97-93, 99-92, 98-92.                                    |                                                            |
| 13                                                         | 12-0-1                                                     | 15 октября 2015                                            | Альфредо Родольфо Бланко (15-3)                            | Окленд, Новая Зеландия                                                 | UD (10)                                                    | Завоевал титул WBA Oceania и защитил титулы чемпиона по версиям WBO Oriental, IBF Inter-Continental и PABA в полусреднем весе. Счёт: 99-91, 99-91, 99-91. |                                                            |
| 12                                                         | 11-0-1                                                     | 1 августа 2015                                             | Виктор Плотников (32-2)                                    | Инверкаргилл, Саутленд, Новая Зеландия                                 | TD 7 (10, 3:00)                                            | Завоевал титул IBF Inter-Continental и защитил титулы чемпиона по версиям WBA Pan African, WBO Oriental и PABA в полусреднем весе.                        |                                                            |